# Media Luna (Bolivia)
La Media Luna, en Bolivia, es la denominación de una zona ubicada en el oriente de dicho país, integrada por los departamentos ubicados en la región de los llanos, en la región del Chaco y en la región los Valles sureños del sureste: que son los tres departamentos del Oriente Boliviano (Beni, Pando y Santa Cruz, el sureste que es Tarija).
La zona ocupa 685 635 km², más del 60 % de la superficie del país, limita sobre todo con Brasil y concentra el 43 % del PBI boliviano, incluyendo yacimientos de hidrocarburos, sobre todo de gas, y grandes llanuras de importancia agro-ganadera. Esta zona agrupa a 4 257 936 (2024), un poco más de un tercio de la población del país.
Esta zona desempeñó un papel en la política interna boliviana debido al movimiento autonomista que iniciaron los departamentos que la componen, luego de que en 2005 resultara electo presidente de Bolivia Evo Morales, dirigente sindicalista indígena. De acuerdo a un censo en el 2007, el 44 % de la población es indígena. Santa Cruz de la Sierra, la ciudad capital del departamento homónimo, es la más grande de la Media Luna y en donde el movimiento autonomista ha adquirido mayor envergadura.

## Historia

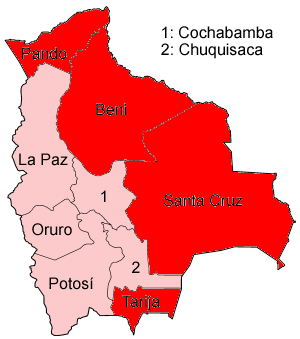

El Movimiento de la Media Luna fue un conjunto de acciones políticas, cívicas y sociales lideradas por los departamentos del oriente y sur de Bolivia principalmente Santa Cruz, Beni, Pando y Tarija, entre los años 2005 y 2009, que buscaban una mayor autonomía departamental frente al gobierno central. Su nombre se debe a la forma geográfica de estos departamentos en el mapa boliviano, que se asemeja a una media luna.
Este movimiento cobró notoriedad durante el primer gobierno de Evo Morales (2006-2019), y se desarrolló como una reacción política e ideológica a su proyecto de refundación del Estado bajo una nueva Constitución Política, con fuerte énfasis indígena, plurinacional y centralizador.
Años 90 – principios de 2000:
Los departamentos del oriente boliviano, especialmente Santa Cruz, mostraron un crecimiento económico importante impulsado por la agroindustria, hidrocarburos y comercio. Esta prosperidad generó una creciente demanda de mayor autonomía administrativa y control sobre sus recursos. En el 2004 Durante el gobierno de Carlos Mesa, se celebró un referéndum nacional sobre autonomías. Sin embargo, la pregunta sobre autonomías no fue vinculante, lo que generó frustración en el oriente.

### 2005:
- Evo Morales, líder del MAS (Movimiento al Socialismo), fue elegido presidente con una visión fuertemente centralista, estatista e indigenista, lo cual fue percibido por los sectores orientales como una amenaza a sus intereses económicos y políticos.

### 2006:
- Se instala la Asamblea Constituyente en Sucre. Los departamentos de la Media Luna, representados por sus comités cívicos y prefectos (hoy gobernadores), presionaron por una autonomía departamental, que no era contemplada inicialmente por el MAS.

### 2006-2008:
- Se intensifican las tensiones entre el gobierno central y las regiones autonomistas. Santa Cruz y luego los demás departamentos de la Media Luna comienzan a organizar cabildos, paros cívicos, marchas y referéndums autonómicos no reconocidos por el gobierno.   Los líderes visibles del movimiento incluían a Rubén Costas (Santa Cruz), Mario Cossio (Tarija), Ernesto Suárez (Beni) y Leopoldo Fernández (Pando).

### 2008 – Referéndums Autonómicos:
- Santa Cruz (mayo), Beni, Pando y Tarija (junio) organizaron el referéndum autonómico, que fueron aprobados por amplias mayorías, pero declarados ilegales por el Tribunal Constitucional y el gobierno central.
  - 2008 – Crisis política y violencia:   El conflicto alcanzó su punto más alto con enfrentamientos violentos. En septiembre de ese año, se produjo la Masacre de Porvenir, donde murieron al menos 13 campesinos afines al MAS. Este evento generó fuerte condena internacional.  El gobierno acusó a Leopoldo Fernández (prefecto de Pando) de ser responsable y lo encarceló. Morales declaró estado de sitio en Pando.
  - 2008 – Diálogo nacional:   A raíz de la tensión, se iniciaron negociaciones entre el gobierno y los prefectos. Esto condujo a ciertos acuerdos, como la inclusión del régimen autonómico en la nueva Constitución.

### Declive del movimiento (2009 en adelante)
- 2009 – Nueva Constitución:   El 25 de enero de 2009 se aprobó en referéndum la nueva Constitución Política del Estado (CPE). En ella se reconoció el régimen autonómico, pero bajo los términos definidos por el Estado Plurinacional.
- 2010 – Elecciones departamentales:  Se eligen por primera vez gobernadores y asambleas legislativas departamentales. Rubén Costas fue electo como gobernador de Santa Cruz. Sin embargo, muchos de los antiguos líderes cívicos fueron neutralizados por procesos judiciales impulsados por el gobierno.
- 2010s – Desmovilización política:  El movimiento autonomista fue perdiendo fuerza como frente unido. Algunos líderes se alinearon parcialmente con el MAS o se alejaron de la política activa. El discurso de la Media Luna se diluyó ante la institucionalización de las autonomías en la CPE.

A partir de los años 2020, la demanda autonómica persiste en algunos sectores, pero el movimiento ya no funciona como un bloque regional cohesionado. La lucha se ha desplazado hacia nuevos temas: federalismo, redistribución fiscal, poder judicial, censo nacional y lucha por el litio o tierras.

Rubén Costas fundó el partido Demócratas, pero con menor éxito nacional del esperado. Por otro lado, el Comité Cívico Pro Santa Cruz y líderes como Luis Fernando Camacho retomaron parte del discurso autonomista, aunque ya sin hablar de "Media Luna", sino de un proyecto más ligado al federalismo o resistencia al centralismo del MAS.

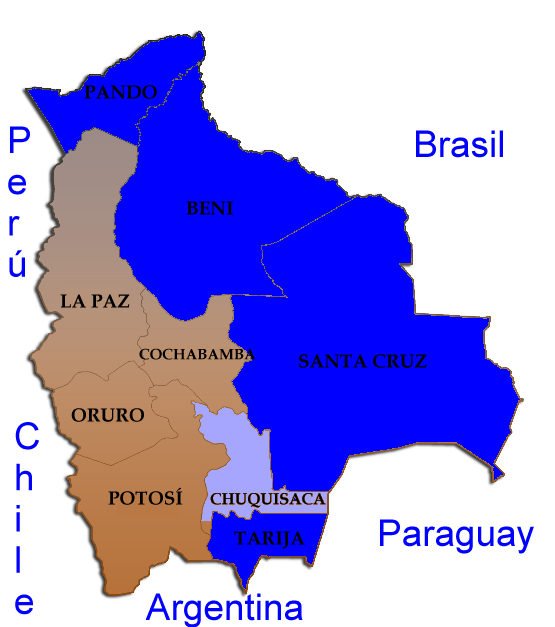
En azul los cuatro departamentos de la Media Luna. Algunos incluyen también a Chuquisaca (en azul claro)